# الحرب الروسية العثمانية (1676 - 1681)
الحرب الروسية التركية 1676-1681 نراع دار بين روسيا القيصرية والدولة العثمانية في النصف الثاني من القرن السابع عشر، من أجل السيطرة الإقليمية على أوكرانيا انطلاقاً من مدينة شيهيرين ذات الموقع الاستراتيجي والواقعة على الضفة اليمنى لنهر الدنيبر وحالياً في غرب أوكرانيا.

## نتيجة الحرب
انتهت الحرب بانتصار عثماني حاسم وبتوقيع معاهدة باخشيساراي، حيث تم ترسيم الحدود العثمانية الروسية في نهر الدنيبر.